# キム・サンギョン
キム・サンギョン（韓国語：김상경、1971年12月29日〈戸籍上の生年月日は1972年6月1日〉 - ）は、大韓民国出身の俳優。ソウル特別市城東区出身。身長183cm、体重78kg。妻と息子2人がいる。

## 経歴
- 家族構成：父、母、兄1人、姉3人
- 学歴：中央大学校演劇科、先端映像大学院
- 兵役：特殊戦司令部空挺部隊
- 趣味：釣り、登山、読書（古典）、ゴルフ、バスケットボール、サッカー
- 特技：水泳、テコンドー、剣道、特攻武術
- 座右の銘：変わらないように

高校時代に観た１本の演劇に感動し、俳優になることを決意。家族に宣言したところ猛反対され、父親におたまで頭を叩かれたが、１週間のハンストで抵抗、大学では演劇を専攻した。現在は、両親ともに、俳優活動を全面的に応援してくれている。
友人（大学の後輩であるチェ・ジョンウン）の紹介でオーディションを受け、合格。１９９８年、ドラマ『advocate(真実のために）』で俳優デビューした。このドラマでは、ソン・イルグクも俳優デビューしており、２人は同い年かつ同期である。デビュー当時のことに関して、ソン・イルグクは、雑誌（『韓国時代劇完全ガイド２０１７』でのインタビューや、『チャン・ヨンシル―朝鮮伝説の科学者―』のＤＶＤ特典などで、「僕は端役でセリフも一言だけだったが、サンギョンさんは、デビュー作にも関わらず主役だった」と語っている（実際の主演はイ・ヨンエである）。また、ソン・イルグクは、同ＤＶＤ特典の中で、「キム・サンギョンのそっくりさん」として、自身の写真とキム・サンギョンの写真を並べて出し、「似てるでしょ？新人の頃から、サンギョンさんとは似ているとよく言われる」とも語っている。キム・サンギョンも、食堂でソン・イルグクと間違われた逸話を披露している。インタビューで同席していたパク・ソニョンも、「お２人とは何回か共演したことがあるけれど、似ていると思ったことはなかった。でも、写真で見ると似ている。そっくり」と驚いていた。実際、韓国内では、「瓜二つ。兄弟のようだ」と言われることも多いという。
初期は、トレンディードラマでの、主演女優の相手役が多く、仕事設定は、理知的な顔立ちから、医師や弁護士が多かったが、映画では、女好き・酒好きな役が多かった。その後、長身かつ、特殊戦司令部空挺部隊出身で、身体能力が高く、様々な武術に精通していたことから、次第に刑事役が増え、一時期は“刑事役専門俳優”と呼ばれていた。
この、“特殊部隊出身”という経験が最も活かされた作品が、２０１０年のドラマ『恋する国家情報局』である。俳優デビュー後、本人は特殊部隊出身であることを公にしていなかったが、この作品への出演が決定した際、初めてメディアに公表した。また、主人公のコ・ジニョクチーム長の役柄設定に関して、「（特殊部隊時代の）同期と再会したような気持ちだった」と語っている。なお、この作品内でのアクションシーンは、全て本人が演じている。また、２０１２年の映画『ザ・タワー　超高層ビル大火災』の際も、特殊部隊での経験が役立ったと語っている。
なお、特殊部隊への入隊は、自ら志願した訳ではなく、７５名から各種選抜試験を経て、最終の５名に残り配属された。兵役中のエピソードとしては、三豊百貨店事件が発生し、救助要員として現場に出動したことや、当時の大統領が演習に視察に訪れたことなどが本人から語られている。
２０００年以降は、ドラマよりも映画での仕事が増え、２００３年の『殺人の追憶』（ポン・ジュノ監督）では、主演のソン・ガンホに勝るとも劣らぬ演技力と圧倒的な存在感を見せつけ、作品の大ヒットに貢献した。
また、海外でも評価の高いホン・サンス監督作品の常連としても有名で、“ホン・サンスのペルソナ”と称される。
キャリアに比べ多作ではないものの出演作は高確率で興行成績も良く、ジャンルも多様で低予算の芸術映画から社会派や大作までと幅広く、作品性も高く評価され“演技派映画俳優”としての地位を固めた。
一方、映画界での評価が高まるにつれ、ドラマに出演する機会が減っていったが、２００８年、ＫＢＳ大河ドラマ『大王世宗』に主演し、朝鮮王朝最高の聖君・世宗の青年期から老年期までを見事に演じ切り、視聴者から熱烈な支持を得るとともに、その年のクリメ賞最優秀主演俳優や「正しい国語大賞」など多くの賞を受賞した。この作品への出演が決定した際、視聴者はキャスティングに疑問をいだいたり反発を見せたりしなかったが、一部の同業者から、「映画界で売れているのに、なぜドラマにも出るのか」と批判的なことも言われた。しかし、本人は、「ドラマも映画も表現するという点では同じ。ドラマに出たことを後悔はしていない」と述べている。
『大王世宗』への出演時は、韓国の国民であれば、子どもから老人まで誰もが知っている、韓国の歴史上、最も偉大な人物であるだけにプレッシャーも感じたが、それ以上にキャスティングされたことが光栄であり、オファーを断るという選択肢はなかったという。また、世宗を演じるに当たり、出版されている書籍は全て読んだとも語っている。なお、大河ドラマで世宗役をすると決まった際には両親も非常に喜び、俳優になることに反対していた父も、「家門の誉れ」と言ったという。イメージが役柄とマッチしていたためもあり、プライベートで銭湯に行った際、７０代の男性から、「おやまあ、大王世宗様がお見えじゃないか。それにしてもずいぶんと若いんだねぇ」と声をかけられたこともあり、「あれは扮装で老けさせているんです。実際は若いんですよ」と答えたという。当時は、現在よりもだいぶ若かったにも関わらず、視聴者からは「近寄りがたい」イメージを持たれていた。
『大王世宗』放送終了後も、世宗に関する放送がなされる度に、参考資料としてキム・サンギョンの写真が使用されており、世宗の銅像の下にある展示会館では、今でもキム・サンギョンの映像が流されている。
真面目で優秀、品行方正で清廉潔白な役柄が多いが、過去には連続殺人犯という役柄も演じている。近作の『家族なのにどうして？』では、一転してコミカルな演技を見せ、視聴者からの笑いと好感を得た。この役を演じるに当たり、周囲からは、「今まで築いてきた（真面目で固い）イメージが壊れるのが怖くないか」とよく聞かれたが、「イメージが壊れることは怖くない。常に新しいこと（役柄）に挑戦したい」と意欲を見せている。
『家族なのにどうして？』への出演依頼があった際、先に主演での出演が決定していた映画撮影と時期が重なっていた為、一度は断ったが、映画撮影が延期になり、その間に脚本家と演出家と実際に会ったところ、「このお２人なら温かい作品を作れる」と確信して出演を承諾した。キム・サンギョンは、出演を決定する際、事前にシノプシスを受け取って読むことを前提としているが、何作か、シノプシスを見ないまま引き受けた作品があり、『家族なのにどうして？』もその１つである。また、この作品への出演を決定した大きな要因の１つとして、両親への孝行を挙げている。「僕の仕事は映画が主ですが、母の年代の人々は劇場（映画館）に行きません。だから、母の友達は僕が仕事をしていないと思っています。だから、多くの人が見ていて、母も好きな週末ドラマに出ようと思ったのです」と語っている。
この作品でムン・テジュ役を演じるに当たり、キム・サンギョンは子どもを参考にしたとＤＶＤ特典のインタビューで語っている。この作品に出演するまでは、シリアスな作品が多かった為、街中で一般人と遭遇しても、小声で「あ、キム・サンギョンだ」とささやかれたり、サインを求められる時も、「あの、サイン・・・」と恐る恐るといった感じだったが、この作品が放送されるや否や、「あ、サンギョン！」と気軽に声をかけられたり、「あいつだ」「あれだ」とクスクス笑いながら言われるようになり、「近寄りがたいイメージから、親しみやすいイメージに変わったと思う。視聴者との距離が縮まってうれしい」と語っている。また、この作品に出演して以来、４０歳を過ぎて、「国民のかわい子ちゃん」との愛称がつけられた。
なお、本人によると、演じる役柄は真面目で固いものが多いが、実際の性格は、冗談を言って他人を笑わせたり、その場の雰囲気を盛り上げるのが好きだという。このことに関して、本人は、「５人きょうだいの末っ子として育ったせいかもしれない」と語っている。
幅広い役柄を演じられ、演技に入ると役になりきることから、「韓国を代表する演技派俳優」、穏やかで優しげな雰囲気と包容力がありそうな佇まいから「温かなカリスマ」などと呼ばれるほど演技力には定評があるが、本人は常に新しい経験を求めている。
演技をするに当たっては、事前に徹底的な役作りをする俳優としても知られており、映画『鬼はさまよう』では、３年前と３年後の違いを明らかにする為に、１０日間で１０ｋｇの減量を成功させるという離れ業もやってのけた。また、プライベートでは親しい俳優や女優であっても、共演する作品のストーリー上、敵対関係にある役柄設定であれば、その人物とは撮影期間中は距離を置く。といっても、挨拶すらしない訳ではなく、親しく話したり、冗談を言い合ったりしない程度だという。実際、『大王世宗』で母親役（元敬王后役）を演じたチェ・ミョンギルとは、プライベートではとても親しいが、撮影中は一定の距離を置いたと語っている。
キャリアに比して時代劇への出演が少ないと言われているが、本人は、「わざと時代劇を避けてきた訳ではなく、オファーが現代物が多かっただけ」と述べている。また、『大王世宗』出演以降は、「一度時代劇をすると、現代物の台詞は短く感じる。感情を表すには不十分ではないかと思うようになった。『大王世宗』での僕の台詞は膨大だったが、苦痛ではなかった。逆に、時代劇にもっと出たいという気持ちが強くなった。資料が少ない三国時代よりは、ある程度資料が揃っている朝鮮王朝時代がいい。あと、馬に乗ったり刀を振り回したりする戦闘的な役柄よりは、台詞で表現する政治家や王といった役柄がいい」と語っており、２０１６年には、ソン・イルグク主演の『チャン・ヨンシル―朝鮮伝説の科学者―』で、８年振りに再び世宗役を演じた。このことに関して、ソン、イルグクは、「サンギョンさんにとても感謝している。（過去に演じたのと）同じ役を演じるのはとても勇気が要ることだが、サンギョンさんが世宗役で出演してくれたことで、作品がより輝いたのだと思う」と語っている。
本人は、「僕はイケメンスターでもないし、あくが強いタイプでもない」と語っているが、演じる役柄は「男前」「できる男」「かっこいい男」「ハンサムな男」が多い。また、俳優デビューから今日に至るまで、いわゆる「スター」に憧れたことは一度もないと言い、その理由を、「スターというと、なぜか距離を感じるから」と語っている。
健康管理に関しては、「普通ですよ。元々体格が良いので筋トレはしません。走ったり歩いたりが基本です」と語っている。
プライベートでは、２００８年、５歳下の歯科医師と結婚し、２０１０年に長男、２０１７年に次男を授かっている。この結婚について、当時独身主義を自称・公言していたキム・サンギョンは、「出会った瞬間に一目惚れし、２日目にプロポーズ、２ヶ月後に結婚した。今でもこんなに愛しているから、妻との出会いはやはり運命だったのだと思う」と語っている。

## フィルモグラフィー
主人公役を演じる俳優の中では、出演作が多いほうではない。このことに関して、本人は、「昔は、役にのめり込むあまり、１つの役が終わった後も、役から抜け出すのが簡単ではなく、次の作品に入るまでに時間が必要だった」と語っている。この出演スタイルは、多作が好まれる韓国芸能界では一般的ではないという。しかし、キャリアを積み年齢も重ねた今は、以前よりも役から抜け出すことがうまくなり、次の作品に出るまでの期間も短くなったと語っている。また、出演作が多いほうではない割に、知名度と人気は高く、出演作の９割以上は、視聴率・観客動員数の面で成功している。このことに関して、自らを運命論者だと認める本人は、「運が良かったから」と語っている。

## 出演作品

### テレビドラマ
- 真実のために（1998年、MBC） - ハン・チョルホ役
- その年の冬の風景（1999年、MBC）
- インビテーション（1999年、KBS） - ファン・スンジン役
- ワンチョ〜伝説の英雄〜（1999年、MBC） - キムバ役
- 毎日幸せで（1999年、MBC）
- 誰が百満長者と結婚するのか?（2000年、KBS）
- 警察特攻隊（2000年、SBS） - キム・ファン役
- メディカルセンター（2000年-2001年、SBS） - パク・ヒョニル役
- 雪花（2000年-2001年、KBS） - キム・テビン役
- ホン・グギョン（2001年、MBC） - ホン・グギョン役
- 2004人間市場（2004年、SBS） - 主演：チャン・ジョンチャン役
- 弁護士たち（2005年、MBC） - 主演：ソ・ジョンホ役
- 大王世宗（2008年、KBS） - 主演：世宗役
- 恋する国家情報局（2010年、KBS） - 主演：コ・ジニョク役
- ホワイト・クリスマス (KBS2 2011年）主演：キム・ヨハン役
- 家族なのにどうして（2014年-2015年、KBS） - ムン・テジュ役
- チャン・ヨンシル 〜朝鮮伝説の科学者〜（2016年、KBS） - 世宗役[1]
- 王になった男（2019年、tvN） - イ・ギュ役[2]
- ファイティンガール！〜Miss Lee〜（2019年、tvN） - ユ・ジヌク役[3]
- ラケット少年団（2021年、SBS） - ユン・ヒョンジョン役[4]
- 朝鮮精神科医ユ・セプン（2022年、tvN） - ケ・ジハン役[5]
- 朝鮮精神科医ユ・セプン2（2023年、tvN） - ケ・ジハン役[6]

### 映画
- 日が西から昇ったらIf Sun Rise Up From West（1998年）
- 殺人の追憶（2003年） - ソ・テユン刑事役
- 気まぐれな唇（原題＝生活の発見）（2004年） - 主演：ギョンス役
- 私の男のロマンスHow To Keep My Love（2004年） - 主演：ソフン役（キム・ジョンウンとのＷ主演）
- 映画館の恋（原題＝劇場前）（2005年） - 主演：キム・ドンス役
- 静かな世の中（2006年） - 主演：リュ・ジョンホ役
- 光州5・18（原題＝華麗なる休暇）（2007年） - 主演：カン・ミヌ役
- ハハハ（2010年） - 主演：ムンギョン役
- カフェノワール（2010年）
- ザ・タワー 超高層ビル大火災（2012年） - 同時主演：イ・デホ役[7]
- 悪魔は誰だ（2013年） - 同時主演：チョンホ役[8]
- 父をお貸しします（2014年） - 主演：チェ・テマン役[9]
- 鬼はさまよう（原題＝殺人依頼）（2015年） - 主演：テス刑事役[10]
- 一級機密（2018年） - パク・デイク中佐役[11]
- ときめきプリンセス婚活記（2018年） - 王役[12]
- 死体が消えた夜（2018年） - 主演：ジュンシク役[13]
- 12番目の容疑者（2019年） - 主演：キム・ギチェ役[14]
- 空気殺人〜TOXIC〜（2022年） - 主演：チョン・テフン役[15]

### 舞台
- 台風（1993年）
- セールスマンの死（1993年）
- 出発（1997年）
- リア王（1997年）
- カモメ（1997年）
- 母さん、旅行に行きませんか？（2009年）